# Човдур
Човдур (узб. Chovdur / Човдур) — посёлок городского типа, расположенный на территории Алатского района Бухарской области Республики Узбекистан. Название связано с туркменским племенем човдур.
В советское время носил название "Ленинъюлы", что в переводе с узбекского языка означало "Путь Ленина". Статус посёлка городского типа с 2009 года.